# Sânișor
Sânișor (węg. Kebele) – wieś w Rumunii, w okręgu Marusza, w gminie Livezeni. W 2011 roku liczyła 235 mieszkańców.